# Jabukovik
Jabukovik (cirill betűkkel Јабуковик) egy falu Szerbiában, a Jablanicai körzetben, Crna Trava községben.

## Népesség
- 1948-ban 631 lakosa volt.
- 1953-ban 585 lakosa volt.
- 1961-ben 591 lakosa volt.
- 1971-ben 485 lakosa volt.
- 1981-ben 347 lakosa volt.
- 1991-ben 177 lakosa volt
- 2002-ben 97 lakosa volt,[1] akik mindannyian szerbek.[2]